# Križevec
Križevec – wieś w Słowenii, w gminie Zreče. 1 stycznia 2018 liczyła 316 mieszkańców.